# Jon Kristian Svaland
Jon Kristian Svaland (* 21. September 1979) ist ein ehemaliger norwegischer Biathlet.

## Karriere
Jon Kristian Svaland startete erstmals bei den Juniorenweltmeisterschaften 1998, die in Jericho und Valcartier ausgetragen wurden. Er belegte im Sprint den 19. Platz. Ein Jahr darauf konnte er bei der Junioren-WM in Pokljuka die Silbermedaille in der Staffel mit Geir Ole Steinslett, Stian Eckhoff und Syver Berg-Domaas gewinnen und kam im Sprint auf Rang 14, in der Verfolgung auf Platz acht. Erst 2002 wurde der Norweger in Kontiolahti bei der Europameisterschaft erneut für ein Großereignis nominiert. Bestes Ergebnis wurde Platz sieben im Sprint. Zur Saison 2002/03 debütierte Svaland im Biathlon-Europacup. In seinem ersten Rennen, einem Einzel in Ål belegte er Rang 28. Es dauerte zwei Jahre, bis der Norweger in einem starken Team erneut international eingesetzt wurde. In Geilo erreichte er als Zehnter im Sprint ein erstes Top-Ten-Ergebnis im Europacup. In der folgenden Saison belegte Svaland in Obertilliach als Dritter im Einzel erstmals einen Podestplatz. Seit der Saison konnte er sich im norwegischen Team festsetzen. In Osrblie konnte er sich 2005 auch erstmals im Biathlon-Weltcup präsentieren und belegte Platz 43 im Einzel. Es ist bislang Svalands beste Weltcupplatzierung. Der Höhepunkt der Saison wurden jedoch die Europameisterschaften in Langdorf. Nach Platz 36 im Einzel, Rang 21 im Sprint und Elf in der Verfolgung, konnte er mit Håkon Andersen, Alexander Os und Hans Martin Gjedrem die Bronzemedaille mit der Staffel erringen. 2007/08 erreichte Svaland in Torsby mit Rang zwei im Sprint hinter Andrei Prokunin die beste Europacupplatzierung seiner bisherigen Karriere. In Osrblie konnte er zudem mit einer gemischten Deutsch-Norwegischen Staffel den zweiten Rang belegen. Beim Saisonhöhepunkt, den Europameisterschaften, konnte er allerdings nur Platz 43 im Einzel erringen.
Nach der Saison 2009/10 beendete Svaland seine sportliche Karriere.
Nach der aktiven Karriere wurde er Trainer und Skitechniker. Er betreut ab der Saison 2014/15 als Assistent das Nationalteam der norwegischen Frauen in den Sommermonaten und ist im Herbst und Winter Waxer des norwegischen Nationalteams.

## Biathlon-Weltcup-Platzierungen
Die Tabelle zeigt alle Platzierungen (je nach Austragungsjahr einschließlich Olympische Spiele und Weltmeisterschaften).
- 1.–3. Platz: Anzahl der Podiumsplatzierungen
- Top 10: Anzahl der Platzierungen unter den ersten zehn (einschließlich Podium)
- Punkteränge: Anzahl der Platzierungen innerhalb der Punkteränge (einschließlich Podium und Top 10)
- Starts: Anzahl gelaufener Rennen in der jeweiligen Disziplin

| Platzierung                      | Einzel | Sprint | Verfolgung | Massenstart | Staffel | Gesamt |
| -------------------------------- | ------ | ------ | ---------- | ----------- | ------- | ------ |
| 1. Platz                         |        |        |            |             |         |        |
| 2. Platz                         |        |        |            |             |         |        |
| 3. Platz                         |        |        |            |             |         |        |
| Top 10                           |        |        |            |             |         |        |
| Punkteränge                      |        |        |            |             |         |        |
| Starts                           | 1      | 3      | 1          |             |         | 5      |
| Stand: nach der Saison 2008/2009 |        |        |            |             |         |        |